# Kojszówka
Kojszówka ist eine Ortschaft mit einem Schulzenamt der Gemeinde Maków Podhalański im Powiat Suski der Woiwodschaft Kleinpolen in Polen.

## Geographie
Der Ort liegt am Bach Sycówka, einen linken Zufluss der Skawa, in den Makower Beskiden. Die Nachbarorte sind Juszczyn im Westen, Żarnówka im Norden, Wieprzec im Nordosten, sowie Osielec im Südosten.

## Geschichte
Im Jahr 1410 gehörte es mit 15 anderen Dörfern zur Starostei mit dem Sitz in der Burg Lanckorona, aber das Dorf Coyschowka wurde erst im Jahr 1443 erstmals urkundlich erwähnt. Der diminutive besitzanzeigende Name Kojszówka ist vom Personennamen Koisz abgeleitet.
Kojszówka, Maków und Juszczyn bildeten im frühen 15. Jahrhundert, vor der walachischen Kolonisation, die südlichste Siedlungsinsel an der oberen Skawa, flussaufwärts der Orte im Herzogtum Auschwitz.
Bei der Ersten Teilung Polens wurde das Dorf 1772 Teil des neuen Königreichs Galizien und Lodomerien des habsburgischen Kaiserreichs (ab 1804). Ab 1782 gehörte es dem Myslenicer Kreis (1819 mit dem Sitz in Wadowice). Nach der Aufhebung der Patrimonialherrschaften bildete es nach 1850 eine Gemeinde im Bezirk Myślenice. Ab 1839 gehörte es mit den Gütern von Maków zur Familie Saint Genois d`Anneacourt, ab 1878 im Besitz der Teschener Habsburger (Albrecht von Österreich-Teschen).
1918, nach dem Ende des Ersten Weltkriegs und dem Zusammenbruch der k.u.k. Monarchie, wurde Kojszówka, mit Ausnahme der Zeit der Besetzung Polens durch die Wehrmacht im Zweiten Weltkrieg, Teil Polens. Es gehörte dann zum Distrikt Krakau des Generalgouvernements.
Von 1975 bis 1998 gehörte Kojszówka zur Woiwodschaft Bielsko-Biała.